# 关怀伦理学
关怀伦理学是20世纪下半叶由女权主义者建立的一系列规范伦理学理论。与功利主义和义务论的伦理理论强调普遍标准和公平不同，关怀伦理学强调关系的重要性。

## 历史背景
关怀伦理学的创立者是心理学家卡罗尔·吉利根 。卡罗尔·吉利根早期曾经与建立道德发展阶段理论的心理学家劳伦斯·柯尔伯格共事 吉利根批评柯尔伯格的研究结果是基于对男性的研究，于是她转向研究女性的道德发展。

### 卡罗尔·吉利根道德发展阶段
| 阶段   | 目的                           |
| ------ | ------------------------------ |
| 前成規 | 个人生存                       |
| 成規   | 自我牺牲是善                   |
| 後成規 | 非暴力原则：不得伤害他人或自己 |

## 关怀伦理学与女性伦理学

### 理论家
- 卡罗尔·吉利根（Carol Gilligan）
- 內爾·諾丁斯（Nel Noddings）

## 延伸阅读
Held, Virginia. . Oxford: Oxford University Press. 2005  [2007-08-12]. doi:10.1093/0195180992.001.0001. ISBN 978-0-19-518099-2. （原始内容存档于2007-09-27）.